# 学校法人金城学園
学校法人金城学園（がっこうほうじんきんじょうがくえん、英: Kinjo Gakuen Educational Institution）は、金城大学附属西南幼稚園、遊学館高等学校、金城大学短期大学部、金城大学の4学校園を設置する日本の学校法人。石川県金沢市本多町2丁目2番3号に本部を置く。学園全体の学生・生徒数は、約3000名、教員（専任）数は約200名。

## 沿革

### 略歴
1904年（明治37年）11月、石川県師範学校教諭であった加藤広吉は、県下において「当時、高等小学校を卒業した女子で進んで学ぼうとする者の入学すべき学校が無いことを嘆き、女子に必要な高等普通教育を授け、また師範学校に入学しようとする者や小学校教員志望者のために、予備学科を教授する目的で」、金沢市下主馬町（現 菊川2丁目）に金城遊学館を創設したことが始まり。学園名の「金城」は、金沢の地名の由来とされる金城霊澤に発する。

### 年表
《出典：》
- 1904年（明治37年）11月 - 師範学校教諭、加藤広吉が私塾金城遊学館を創設。所在地：金沢市下主馬町[4]。
- 1905年（明治38年）11月 - 私立金城女学校の設立が認可される。所在地：金沢市下本多町三番丁7番地[6]。
- 1906年（明治39年）5月 - 加藤広吉が死去、妻の加藤せむが引き継ぐ[7]。
- 1908年（明治41年）6月 - 金沢市中本多町三番丁（現 本多町2丁目）に校舎を新築移転[4]。
- 1924年（大正13年）4月 - 修業年限5か年の高等女学校となる。
- 1944年（昭和19年）5月 - 財団法人金城高等女学校設立認可[8]。
- 1947年（昭和22年）4月 - 学制改革により財団法人金城高等女学校に金城中学校を併設。
- 1948年（昭和23年）4月 - 金城高等学校が開校。財団法人金城高等学校設置。
- 1951年（昭和26年）3月 - 財団法人金城高等学校を学校法人金城高等学校に組織変更。
- 1952年（昭和27年）4月 - 金城高等学校附属幼稚園が開園。
- 1961年（昭和36年）4月 - 金城家庭専門学校が開校。
- 1967年（昭和42年）7月 - 学校法人金城高等学校を学校法人金城学園に改称。金城高等学校附属幼稚園を金城幼稚園に改称。
- 1968年（昭和43年）4月 - 金城幼稚園教育専門学校が開校。
- 1971年（昭和46年）4月 - 金城幼稚園教育専門学校を金城保育学院に改称。
- 1975年（昭和50年）3月 - 金城中学校、金城家庭専門学校を廃止。
- 1976年（昭和51年）4月 - 金城短期大学が開学。
- 1977年（昭和52年）3月 - 金城保育学院を廃止。
- 1995年（平成07年）4月 - 金城短期大学の幼児教育学科・秘書学科を男女共学化。全学科共学となる。
- 1996年（平成08年）4月 - 金城高等学校を遊学館高等学校に名称変更し、男女共学化。
- 2000年（平成12年）4月 - 金城大学が開学。金城短期大学を金城大学短期大学部に名称変更。
- 2002年10月 - 石川郡河内村（現 白山市河内町）地内に「金城学園白山連峰美術館」が完成（2005年開館）[5]。
- 2005年（平成17年）
  - 月不詳 - 金城学園白山美術館が開館。
  - 11月 - 創立101周年記念式典を挙行[5]。
- 2008年（平成20年）4月 - 白山市立松任西南幼稚園の民営化に伴う設置者変更により、同幼稚園が金城大学附属西南幼稚園として開園。
- 2022年（令和04年）3月 - 金城幼稚園を廃止。

## 設置校
- 金城大学
- 金城大学短期大学部
- 遊学館高等学校
- 金城大学附属西南幼稚園

## 施設
- 白山美術館